# 중멍훙
중멍훙(중국어: 鍾孟宏, 병음: Zhōng Mènghóng, 한자음: 종맹굉, 1965년 ~ )은 대만의 영화 감독이다. 청몽홍(Chung Mong-hong) 또는 나카시마 나가오(中島長雄)라는 가명으로도 알려져 있다. 《네 번째 초상화》, 《아호, 나의 아들》 등의 작품으로 알려져 있다. 2019년 금마장 감독상을 수상했다.

## 연출 작품 목록
| 연도 | 제목            | 원제     | 비고            |
| ---- | --------------- | -------- | --------------- |
| 2006 | 의생            | 醫生     | 다큐멘터리 영화 |
| 2008 | 노면주차        | 停車     |                 |
| 2010 | 네 번째 초상화  | 第四張畫 |                 |
| 2013 | 실혼            | 失魂     |                 |
| 2016 | 일로순풍        | 一路順風 |                 |
| 2019 | 아호, 나의 아들 | 陽光普照 |                 |